# Jaap Schröder
Jaap Schröder o Jaap Schroeder (Ámsterdam, 31 de diciembre de 1925 – ídem, 1 de enero de 2020) fue un director de orquesta, violinista y profesor de música neerlandés.

## Vida
Nació en 1925 en Ámsterdam. estudió en el Conservatorio de esa ciudad y en la Sorbona en Francia. 

## Carrera
En la década de 1960 fue miembro fundador del grupo holandés de música antigua Concerto Amsterdam e hizo grabaciones con Gustav Leonhardt, Anner Bylsma, Frans Brüggen y otros. Desde 1981 se desempeñó como director y concertino de Academy of Ancient Music. En 1982 fue nombrado director musical visitante de la Smithsonian Chamber Players. Se desempeñó como miembro de la facultad en la Schola Cantorum Basiliensis, la Escuela de Música de Yale y el Conservatorio de Luxemburgo.